# Сопряжённое априорное распределение
Сопряжённое априорное распределение (англ. conjugate prior) и сопряжённое семейство распределений — одни из основных понятий в байесовской статистике.
Рассмотрим задачу о нахождении распределения параметра {\displaystyle \theta } (рассматриваемого как случайная величина) по имеющемуся наблюдению {\displaystyle x}. По теореме Байеса, апостериорное распределение вычисляется из априорного распределения с плотностью вероятности {\displaystyle p(\theta )} и функции правдоподобия {\displaystyle p(x|\theta )} по формуле:
{\displaystyle \displaystyle p(\theta |x)={\frac {p(x|\theta )\,p(\theta )}{\int \limits _{{\text{range}}\;\theta }p(x|\theta )\,p(\theta )\,d\theta }}.}
Если апостериорное распределение {\displaystyle p(\theta |x)} принадлежит тому же семейству вероятностных распределений, что и априорное распределение {\displaystyle p(\theta )} (т.е. имеет тот же вид, но с другими параметрами), то это семейство распределений называется сопряжённым семейству функций правдоподобия {\displaystyle p(x|\theta )}. При этом распределение {\displaystyle p(\theta )} называется сопряжённым априорным распределением к семейству функций правдоподобия {\displaystyle p(x|\theta )}.
Знание сопряжённых семейств распределений существенно упрощает вычисление апостериорных вероятностей в байесовской статистике, так как позволяет заменить вычисление громоздких интегралов в формуле Байеса простыми алгебраическими манипуляциями над параметрами распределений.

## Пример
Для случайной величины, распределённой по закону Бернулли (бросание монетки) с неизвестным параметром {\displaystyle q\in [0,1]} (вероятность успеха), в качестве сопряжённого априорного распределения обычно выступает бета-распределение с плотностью вероятности:
{\displaystyle p(q=x)={x^{\alpha -1}(1-x)^{\beta -1} \over \mathrm {B} (\alpha ,\beta )}}
где {\displaystyle \alpha } и {\displaystyle \beta } выбираются так, чтобы отразить имеющуюся априорную информацию или убеждение о распределении параметра q (выбор {\displaystyle \alpha } = 1 and {\displaystyle \beta } = 1 даст равномерное распределение), а Β({\displaystyle \alpha }, {\displaystyle \beta }) — бета-функция, служащая здесь для нормализации вероятности.
Параметры {\displaystyle \alpha } и {\displaystyle \beta } часто называют гиперпараметрами (параметрами априорного распределения), чтобы отличить их от параметров функции правдоподобия (в данном случае, q).
Если взять выборку из n значений этой случайной величины, и среди них окажется s успехов и f неудач, то апостериорное распределение параметра q будет равно:
{\displaystyle P(s,f|q=x)={s+f \choose s}x^{s}(1-x)^{f},}
{\displaystyle p(q=x|s,f)={{{s+f \choose s}x^{s+\alpha -1}(1-x)^{f+\beta -1}/\mathrm {B} (\alpha ,\beta )} \over \int _{y=0}^{1}\left({s+f \choose s}y^{s+\alpha -1}(1-y)^{f+\beta -1}/\mathrm {B} (\alpha ,\beta )\right)dy}={x^{s+\alpha -1}(1-x)^{f+\beta -1} \over \mathrm {B} (s+\alpha ,f+\beta )},}
Это апостериорное распределение также оказывается распределённым по закону бета-распределения.

## Таблица сопряжённых семейств распределений
В таблицах ниже показано каким образом изменяются параметры апостериорного распределения после выборки из n независимых, одинаково-распределённых наблюдений {\displaystyle x_{1},x_{2},\ldots ,x_{n}}. Второй столбец — параметр функции правдоподобия, относительно которого строится семейство сопряжённых распределений.

### Дискретно-распределённые функции правдоподобия
| Функция правдоподобия                                        | Параметр                | Сопряжённое семейство распределений | Гиперпараметры априорного распределения | Гиперпараметры апостериорного распределения                                                     |
| ------------------------------------------------------------ | ----------------------- | ----------------------------------- | --------------------------------------- | ----------------------------------------------------------------------------------------------- |
| Бернулли                                                     | p                       | Бета                                | {\displaystyle \alpha ,\,\beta }        | {\displaystyle \alpha +\sum _{i=1}^{n}x_{i},\,\beta +n-\sum _{i=1}^{n}x_{i}}                    |
| Биномиальное                                                 | p                       | Бета                                | {\displaystyle \alpha ,\,\beta }        | {\displaystyle \alpha +\sum _{i=1}^{n}x_{i},\,\beta +\sum _{i=1}^{n}N_{i}-\sum _{i=1}^{n}x_{i}} |
| Отрицательное биномиальное                                   | p                       | Бета                                | {\displaystyle \alpha ,\,\beta }        | {\displaystyle \alpha +rn,\,\beta +\sum _{i=1}^{n}x_{i}}                                        |
| Пуассона                                                     | λ                       | Гамма                               | {\displaystyle k,\,\theta }             | {\displaystyle k+\sum _{i=1}^{n}x_{i},\ {\frac {\theta }{n\theta +1}}}                          |
| Пуассона                                                     | λ                       | Гамма                               | {\displaystyle \alpha ,\,\beta }        | {\displaystyle \alpha +\sum _{i=1}^{n}x_{i},\ \beta +n}                                         |
| Мультиномиальное                                             | p (вектор вероятностей) | Дирихле                             | {\displaystyle {\vec {\alpha }}}        | {\displaystyle {\vec {\alpha }}+\sum _{i=1}^{n}{\vec {x}}^{\,(i)}}                              |
| Геометрическое (в смысле числа «неудач» до первого «успеха») | p0 (вероятность)        | Бета                                | {\displaystyle \alpha ,\,\beta }        | {\displaystyle \alpha +n,\,\beta +\sum _{i=1}^{n}x_{i}}                                         |

### Непрерывно-распределённые функции правдоподобия
| Функция правдоподобия                | Параметр                     | Сопряжённое семейство распределений | Гиперпараметры априорного распределения     | Гиперпараметры апостериорного распределения |
| ------------------------------------ | ---------------------------- | ----------------------------------- | ------------------------------------------- | --- |
| Равномерное                          | {\displaystyle U(0,\theta )} | Парето                              | {\displaystyle x_{m},\,k}                   | {\displaystyle \max\{\,x_{(n)},x_{m}\},\,k+n} |
| Экспоненциальное                     | λ                            | Гамма                               | {\displaystyle \alpha ,\,\beta }            | {\displaystyle \alpha +n,\,\beta +\sum _{i=1}^{n}x_{i}} |
| Нормальное с известной дисперсией σ2 | μ                            | Нормальное                          | {\displaystyle \mu _{0},\,\sigma _{0}^{2}}  | {\displaystyle \left.\left({\frac {\mu _{0}}{\sigma _{0}^{2}}}+{\frac {\sum _{i=1}^{n}x_{i}}{\sigma ^{2}}}\right)\right/\left({\frac {1}{\sigma _{0}^{2}}}+{\frac {n}{\sigma ^{2}}}\right),\,\left({\frac {1}{\sigma _{0}^{2}}}+{\frac {n}{\sigma ^{2}}}\right)^{-1}} |
| Нормальное с известным τ = 1/σ2      | μ                            | Нормальное                          | {\displaystyle \mu _{0},\,\tau _{0}}        | {\displaystyle \left.\left(\tau _{0}\mu _{0}+\tau \sum _{i=1}^{n}x_{i}\right)\right/(\tau _{0}+n\tau ),\,\tau _{0}+n\tau } |
| Нормальное с известным средним μ     | σ2                           | Scaled inverse chi-square           | {\displaystyle \nu ,\,\sigma _{0}^{2}}      | {\displaystyle \nu +n,\,{\frac {\nu \sigma _{0}^{2}+\sum _{i=1}^{n}(x_{i}-\mu )^{2}}{\nu +n}}} |
| Нормальное с известным средним μ     | τ (= 1/σ2)                   | Гамма                               | {\displaystyle \alpha ,\,\beta }            | {\displaystyle \alpha +{\frac {n}{2}},\,\beta +{\frac {\sum _{i=1}^{n}(x_{i}-\mu )^{2}}{2}}} |
| Нормальное с известным средним μ     | σ2                           | Обратное гамма-распределение        | {\displaystyle \mathbf {\alpha ,\,\beta } } | {\displaystyle \mathbf {\alpha } +{\frac {n}{2}},\,\mathbf {\beta } +{\frac {\sum _{i=1}^{n}{(x_{i}-\mu )^{2}}}{2}}} |
| Парето                               | k                            | Гамма                               | {\displaystyle \alpha ,\,\beta }            | {\displaystyle \alpha +n,\,\beta +\sum _{i=1}^{n}\ln {\frac {x_{i}}{x_{\mathrm {m} }}}} |
| Парето                               | xm                           | Парето                              | {\displaystyle x_{0},\,k_{0}}               | {\displaystyle x_{0},\,k_{0}-kn} при условии {\displaystyle k_{0}>kn}. |
| Гамма с известной α                  | β (inverse scale)            | Гамма                               | {\displaystyle \alpha _{0},\,\beta _{0}}    | {\displaystyle \alpha _{0}+n\alpha ,\,\beta _{0}+\sum _{i=1}^{n}x_{i}} |